# Scipione I de' Rossi

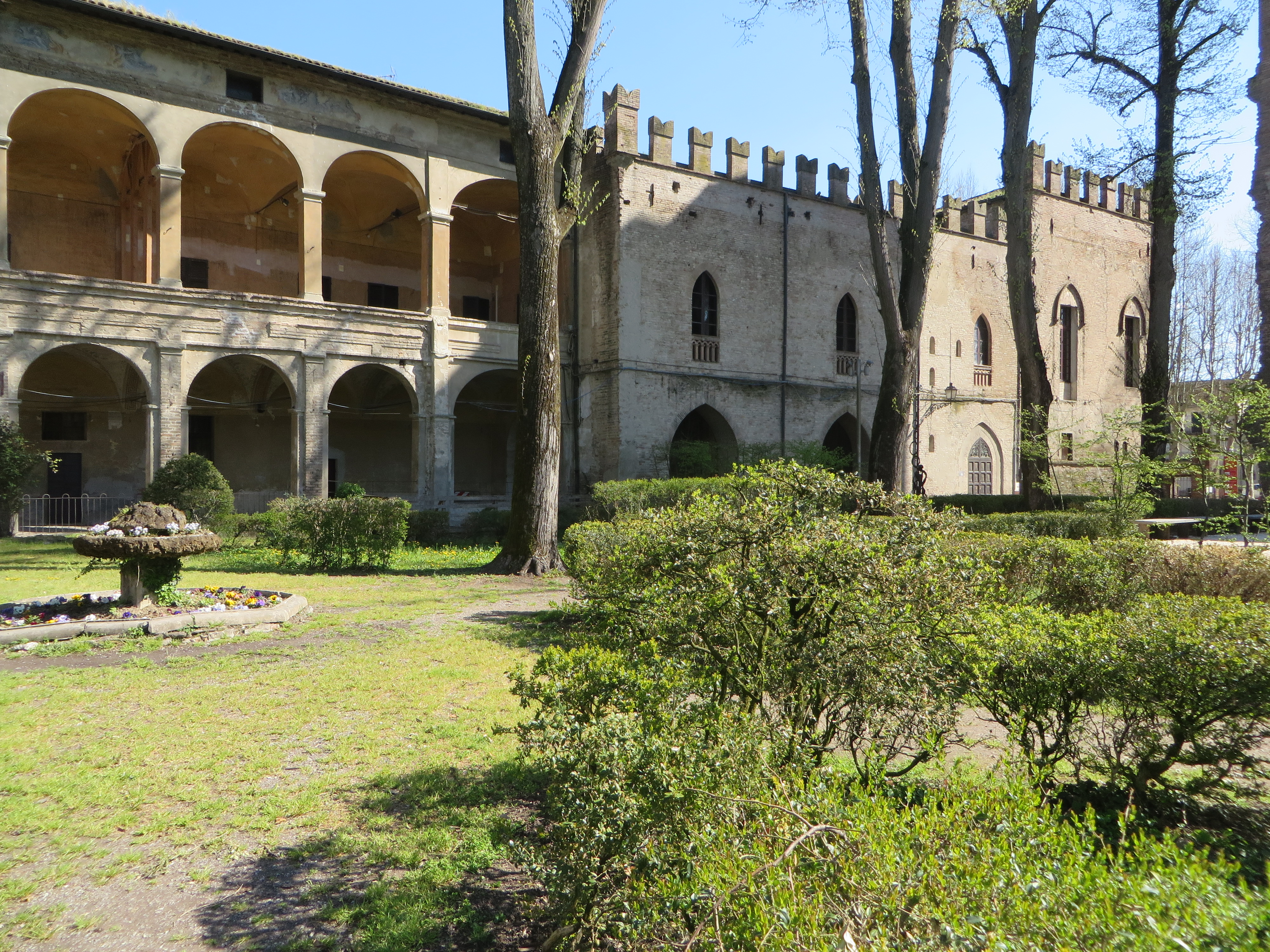
Rocca dei Rossi di San Secondo.

Scipione I de' Rossi, marchese di San Secondo (San Secondo Parmense, 1628 – Farfengo, 1715), è stato un nobile e condottiero italiano del XVI secolo, ottavo marchese  e tredicesimo conte di San Secondo.

## Biografia
Figlio di Federico I de' Rossi e di Orsina Piepoli, divenne marchese di San Secondo alla morte del fratello Pietro Maria IV, avvenuta nel 1653. Con grandi oneri finanziari riuscì a far annullare la confisca del feudo di San Secondo del quale rientrò in possesso. Nel corso di tale trattativa Scipione si recò a Madrid per avere il sostegno e aiuti finanziari da Filippo IV di Spagna e, nell'occasione, promise al monarca due opere d'arte della collezione di famiglia: il Ritratto di Pier Maria Rossi di San Secondo e il Ritratto di Camilla Gonzaga coi tre figli, entrambi del Parmigianino, che furono ceduti nel 1664.
Sempre a causa delle difficoltà finanziarie in cui versavano i Rossi nel XVII secolo, nel 1666 cedette alla camera ducale il feudo di Berceto, quello di Corniana e tutte le rocche dell'Appennino parmense, riducendo di fatto i possedimenti nel parmense della contea al solo San Secondo.
Nel 1657 con il permesso dei Farnese, servì la Spagna nella guerra di Lombardia. Nel 1680 rinunciò al titolo di marchese in favore del figlio Federico II de' Rossi e si ritirò a vita privata a Venezia.
Anche se non dimorò a lungo a San Secondo, fece tuttavia costruire sul margine del parco della Rocca dei Rossi l'oratorio della Beata Vergine del Serraglio.

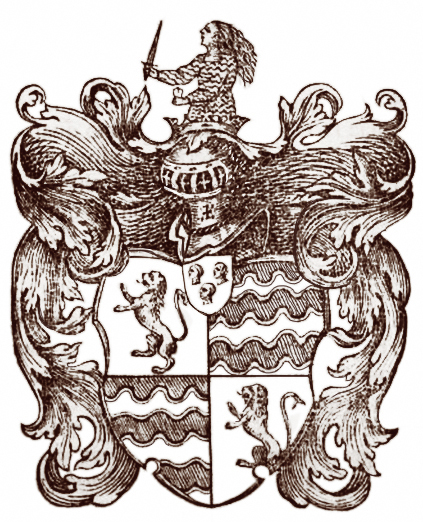
Blasone dei Rossi di San Secondo

Morì a Farfengo nel 1715.

## Discendenza
Dal matrimonio con Maria Rangoni Scipione ebbe otto figli:
- Orsina Rossi (1663);
- Ottavia Rossi (1664);
- Maria Rossi (1666);
- Caterina Rossi (1668);
- Federico II de' Rossi (1670);
- Eleonora Rossi (1672);
- Antonio Rossi (1673);
- Teresa Isabella Rossi (1674).

## Ascendenza
|                                                    |                                                        |                                                           | Genitori                             |  |  | Nonni |  |  | Bisnonni                                         |  |  | Trisnonni                                            |  |
|                                                    |                                                        |                                                           |                                      |  |  |       |  |  | Troilo II de' Rossi, III marchese di San Secondo |  |  | Pier Maria III de' Rossi, II marchese di San Secondo |  |
|                                                    |                                                        |                                                           |                                      |  |  |       |  |  | Troilo II de' Rossi, III marchese di San Secondo |  |  | Pier Maria III de' Rossi, II marchese di San Secondo |  |
|                                                    |                                                        | Camilla Gonzaga di Vescovato                              |                                      |  |  |       |  |  | Troilo II de' Rossi, III marchese di San Secondo |  |  |                                                      |  |
| Pietro Maria de' Rossi                             |                                                        |                                                           |                                      |  |  |       |  |  | Troilo II de' Rossi, III marchese di San Secondo |  |  |                                                      |  |
|                                                    |                                                        | Eleonora Rangoni                                          | Uguccione Rangoni                    |  |  |       |  |  |                                                  |  |  |                                                      |  |
|                                                    |                                                        | Eleonora Rangoni                                          | Uguccione Rangoni                    |  |  |       |  |  |                                                  |  |  |                                                      |  |
|                                                    |                                                        | Eleonora Rangoni                                          | Lucrezia Rangoni                     |  |  |       |  |  |                                                  |  |  |                                                      |  |
| Federico I de' Rossi, V marchese di San Secondo    |                                                        | Eleonora Rangoni                                          |                                      |  |  |       |  |  |                                                  |  |  |                                                      |  |
|                                                    |                                                        | Scipione Simonetta, conte palatino                        | Alessandro Simonetta, conte palatino |  |  |       |  |  |                                                  |  |  |                                                      |  |
|                                                    |                                                        | Scipione Simonetta, conte palatino                        | Alessandro Simonetta, conte palatino |  |  |       |  |  |                                                  |  |  |                                                      |  |
|                                                    |                                                        | Scipione Simonetta, conte palatino                        | Antonia Castiglioni                  |  |  |       |  |  |                                                  |  |  |                                                      |  |
| Isabella Simonetta                                 |                                                        | Scipione Simonetta, conte palatino                        |                                      |  |  |       |  |  |                                                  |  |  |                                                      |  |
|                                                    |                                                        | Margherita Brivio                                         | Dionigi Brivio, patrizio milanese    |  |  |       |  |  |                                                  |  |  |                                                      |  |
|                                                    |                                                        | Margherita Brivio                                         | Dionigi Brivio, patrizio milanese    |  |  |       |  |  |                                                  |  |  |                                                      |  |
|                                                    |                                                        | Margherita Brivio                                         | Isabella della Pusterla              |  |  |       |  |  |                                                  |  |  |                                                      |  |
| Scipione I de' Rossi, VIII marchese di San Secondo |                                                        | Margherita Brivio                                         |                                      |  |  |       |  |  |                                                  |  |  |                                                      |  |
|                                                    | Fabio Pepoli, conte di Castiglione, Baragazza e Sparvo | Girolamo Pepoli, conte di Castiglione, Baragazza e Sparvo |                                      |  |  |       |  |  |                                                  |  |  |                                                      |  |
|                                                    | Fabio Pepoli, conte di Castiglione, Baragazza e Sparvo | Girolamo Pepoli, conte di Castiglione, Baragazza e Sparvo |                                      |  |  |       |  |  |                                                  |  |  |                                                      |  |
|                                                    | Fabio Pepoli, conte di Castiglione, Baragazza e Sparvo | Giulia Conti                                              |                                      |  |  |       |  |  |                                                  |  |  |                                                      |  |
| Taddeo Pepoli                                      | Fabio Pepoli, conte di Castiglione, Baragazza e Sparvo |                                                           |                                      |  |  |       |  |  |                                                  |  |  |                                                      |  |
|                                                    |                                                        | Isabella Manfrone                                         | Giampaolo Manfrone                   |  |  |       |  |  |                                                  |  |  |                                                      |  |
|                                                    |                                                        | Isabella Manfrone                                         | Giampaolo Manfrone                   |  |  |       |  |  |                                                  |  |  |                                                      |  |
|                                                    |                                                        | Isabella Manfrone                                         | Lucrezia Gonzaga di Bozzolo          |  |  |       |  |  |                                                  |  |  |                                                      |  |
| Orsina Pepoli                                      |                                                        | Isabella Manfrone                                         |                                      |  |  |       |  |  |                                                  |  |  |                                                      |  |
|                                                    |                                                        | Annibale Campeggi, conte di Dozza                         | Antonio Maria Campeggi               |  |  |       |  |  |                                                  |  |  |                                                      |  |
|                                                    |                                                        | Annibale Campeggi, conte di Dozza                         | Antonio Maria Campeggi               |  |  |       |  |  |                                                  |  |  |                                                      |  |
|                                                    |                                                        | Annibale Campeggi, conte di Dozza                         | Francesca Gozzadini                  |  |  |       |  |  |                                                  |  |  |                                                      |  |
| Diamante Campeggi, contessa di Dozza               |                                                        | Annibale Campeggi, conte di Dozza                         |                                      |  |  |       |  |  |                                                  |  |  |                                                      |  |
|                                                    |                                                        | Orsina Dalla Volta                                        | Bartolomeo Dalla Volta               |  |  |       |  |  |                                                  |  |  |                                                      |  |
|                                                    |                                                        | Orsina Dalla Volta                                        | Bartolomeo Dalla Volta               |  |  |       |  |  |                                                  |  |  |                                                      |  |
|                                                    |                                                        | Orsina Dalla Volta                                        | …                                    |  |  |       |  |  |                                                  |  |  |                                                      |  |
|                                                    |                                                        | Orsina Dalla Volta                                        |                                      |  |  |       |  |  |                                                  |  |  |                                                      |  |